# Dan Kildee
Daniel Timothy Kildee (Flint, Míchigan; 1 de agosto de 1958) es un político estadounidense que se desempeña como representante de los Estados Unidos por el 8.º distrito congresional de Míchigan desde 2023 (entre 2013 y 2023, representó al 5.º distrito). Es miembro del Partido Demócrata .
De 1977 a 2009, fue funcionario municipal. El 6 de noviembre de 2012, fue elegido como representante de los Estados Unidos, sucediendo a su tío, Dale Kildee.

## Biografía

### Primeros años, educación y carrera
Nació en Flint, Míchigan. Asistió a la escuela secundaria Flint Northern y a la Universidad Central de Míchigan. En 2008, terminó sus cursos en CMU y obtuvo una licenciatura en administración Desarrollo Comunitario. A los 18 años, se convirtió en uno de los funcionarios electos más jóvenes del país cuando fue elegido miembro de la Junta de Educación de Flint en 1977.
En 1984, fue elegido para formar parte de la Junta de Comisionados del condado de Genesee, y posteriormente sirvió durante 12 años, incluidos cinco como presidente. En 1991, se postuló para alcalde de Flint. Fue uno de los cuatro candidatos que desafiaron al titular Matthew Collier en las elecciones primarias no partidistas del 6 de agosto. El concejal de la ciudad, Woodrow Stanley, terminó primero con el 24 % de los votos. Collier ocupó el segundo lugar con el 23 % de los votos, calificando para las elecciones de noviembre. Kildee terminó tercero con 18 %.
En 1996, fue elegido tesorero del condado de Genesee. Fue reelegido en 2000, 2004 y 2008, este último con el 72 % de los votos. En 2002, ayudó a crear el Banco de Tierras del condado de Genesee, una organización sin fines de lucro con sede en Washington D. C., centrada en el deterioro urbano. En 2009, cofundó y se desempeñó como presidente del Center for Community Progress, una organización sin fines de lucro enfocada en la revitalización urbana. Renunció como tesorero del condado para supervisar el grupo.

### Cámara de Representantes de Estados Unidos
En enero de 2013, el entonces líder adjunto de la minoría de la Cámara de Representantes, Steny Hoyer, lo nombró como su asistente. También de desempeñó como representante de los miembros de primer año en el Comité Directivo y de Política del Caucus Demócrata.
En 2019, ayudó a obtener $ 11,2 millones en fondos federales para demoler casas arruinadas en Saginaw. Apoyó la legislación Make it in America, de Steny Hoyer, que eliminaría las exenciones fiscales para las empresas que trasladan puestos de trabajo al extranjero. En un discurso de septiembre de 2016, afirmó que los líderes republicanos de la Cámara se negaban a aprobar la ayuda de emergencia a Flint porque la mayoría de sus residentes eran negros. El Congreso aprobó una medida de financiación que proporcionó $ 170 millones en ayuda a las comunidades, incluida Flint, que buscaban mejoras de infraestructura para su agua.
En abril de 2018, Kildee, Jared Huffman, Jamie Raskin y Jerry McNerney fundaron el Caucus del Libre Pensamiento del Congreso. Hasta septiembre de 2022, había votado, de acuerdo con la posición declarada de Joe Biden, el 100 % de las veces.

### Vida personal
Ha estado casado con Jennifer Kildee desde 1988. Tienen tres hijos.